# Walid Soliman
Walid Soliman (Tunisi, 11 aprile 1975) è uno scrittore e traduttore tunisino, traduce dall'inglese e altre lingue all'arabo e viceversa.
Soliman è considerato uno degli autori più innovativi nella letteratura tunisina contemporanea.
Ha tradotto in arabo le opere di numerosi autori di prima importanza della letteratura occidentale; fra gli altri, Jorge Luis Borges, Charles Baudelaire, Gabriel García Márquez, André Breton, Mario Vargas Llosa. Ha inoltre tradotto molti poeti tunisini in francese e inglese. 
Ha fondato la rivista culturale online Dedalus, di cui è attualmente direttore.

## Pubblicazioni
- Le Troubadour des Temps Modernes (2004)
- Les Griffes des Eaux (2005)

| Controllo di autorità | VIAF (EN) 17051377 · ISNI (EN) 0000 0000 5071 319X · LCCN (EN) no2008160051 |